# Vehtovo, Șumen
Vehtovo (în bulgară Вехтово) este un sat în comuna Șumen, regiunea Șumen,  Bulgaria. 

## Demografie
Componența etnică a satului Vehtovo
     Turci (40,9%)
     Bulgari (26,84%)
     Romi (30,99%)
     Nicio identificare (1,26%)
La recensământul din 2011, populația satului Vehtovo era de 555 locuitori. Nu există o etnie majoritară, locuitorii fiind turci (40,9%), romi (30,99%) și bulgari (26,84%). Pentru 1,26% din locuitori nu este cunoscută apartenența etnică.